# ヴィンス・アソ
ヴィンス・アソ（Vince Aso、1995年1月5日 - ）は、ジャパンラグビーリーグワン埼玉パナソニックワイルドナイツに所属するラグビーユニオン選手。

## プロフィール
- ニュージーランド・オークランド出身[1]。
- ポジションはウィング(WTB)、センター(CTB)。
- 身長 185 cm、体重 90 kg
- U20ニュージーランド代表に選ばれたことがある[2]。
- 従兄弟のリーコ・イオアネ・アキラ・イオアネもラグビー選手[3]。

## 略歴
ビクトリア大学卒業後、オークランド、ウェリントン、ハリケーンズを経て、2021年、パナソニック ワイルドナイツ(現・埼玉パナソニックワイルドナイツ)に加入。
2022年1月23日に行われたJAPAN RUGBY LEAGUE ONE第3節横浜キヤノンイーグルス戦にて途中出場で日本での公式戦初出場を果たした。